# Fontana dei Papi
La Fontana dei Papi si trova a Prossedi, in provincia di Latina nel Lazio.

## Descrizione
La monumentale Fontana dei Papi si trova poco distante dall'ingresso del paese, lungo la vecchia strada Marittima. Fu edificata nel 1727 per volere dal marchese Livio De Carolis, che l’anno precedente aveva acquistato il feudo di Prossedi dalla famiglia Altieri. 
Livio De Carolis, originario di Pofi, fu signore di Prossedi per soli vent’anni. Proveniente da una famiglia di commercianti ebbe una grande fortuna quando ottenne l’esclusiva dell’appalto della tassa sul macinato nelle provincie di Marittima e Campagna. La grande disponibilità di denaro gli consentì di acquistare numerosi terreni nella Campagna e Marittima e soprattutto di ingraziarsi il clero. Fu papa Benedetto XIII a nominarlo “patrizio romano e marchese di Prossedi”. Nel 1711 fece costruire una fontana a Frosinone, presso il santuario della Madonna della Neve e, sedici anni dopo, la marmorea fontana dei Papi di Prossedi, che commemora la visita del papa Benedetto XIII. 
Le cronache del tempo ricordano che alle ore 9:00 del 23 maggio 1727 il gruppo di 92 calessi che accompagnava il pontefice partì da Frosinone percorrendo una strada che nel tratto iniziale era sconnessa e impervia. Il tragitto non fu facile, ma arrivati ai confini di Prossedi, la strada era stata resa più agevole e percorribile dai lavori commissionati dal marchese de Carolis. Il gruppo degli accompagnatori del pontefice si fermò in paese e ascoltò la Messa nella chiesa di Sant’Agata, dove il pontefice benedisse la popolazione che giunse dai paesi limitrofi. 
La monumentale fontana consiste in una ampia vasca appoggiata ad una quinta marmorea, che accoglie l’iscrizione fiancheggiata da due paraste. 
Il fastigio sommitale si flette innalzandosi al centro per incorniciare i tre stemmi previsti: al centro lo stemma papale di Benedetto XIII, alla sua sinistra lo stemma vescovile di M.P. de Carolis e a destra lo stemma del marchese. Quest’ultimo è andato disperso fin dalla metà del XVIII secolo, molto probabilmente eliminato dai successivi feudatari di Prossedi. Alla vasca rettangolare, utilizzata dalle donne di Prossedi per lavare i panni e dai mandriani come abbeveratoio, vennero affiancate successivamente due vasche più piccole. Le due paraste laterali culminano a sostenere due sfere marmoree che bilanciano la composizione.